# 9K720 Iskander
Pour les articles homonymes, voir Iskandar.

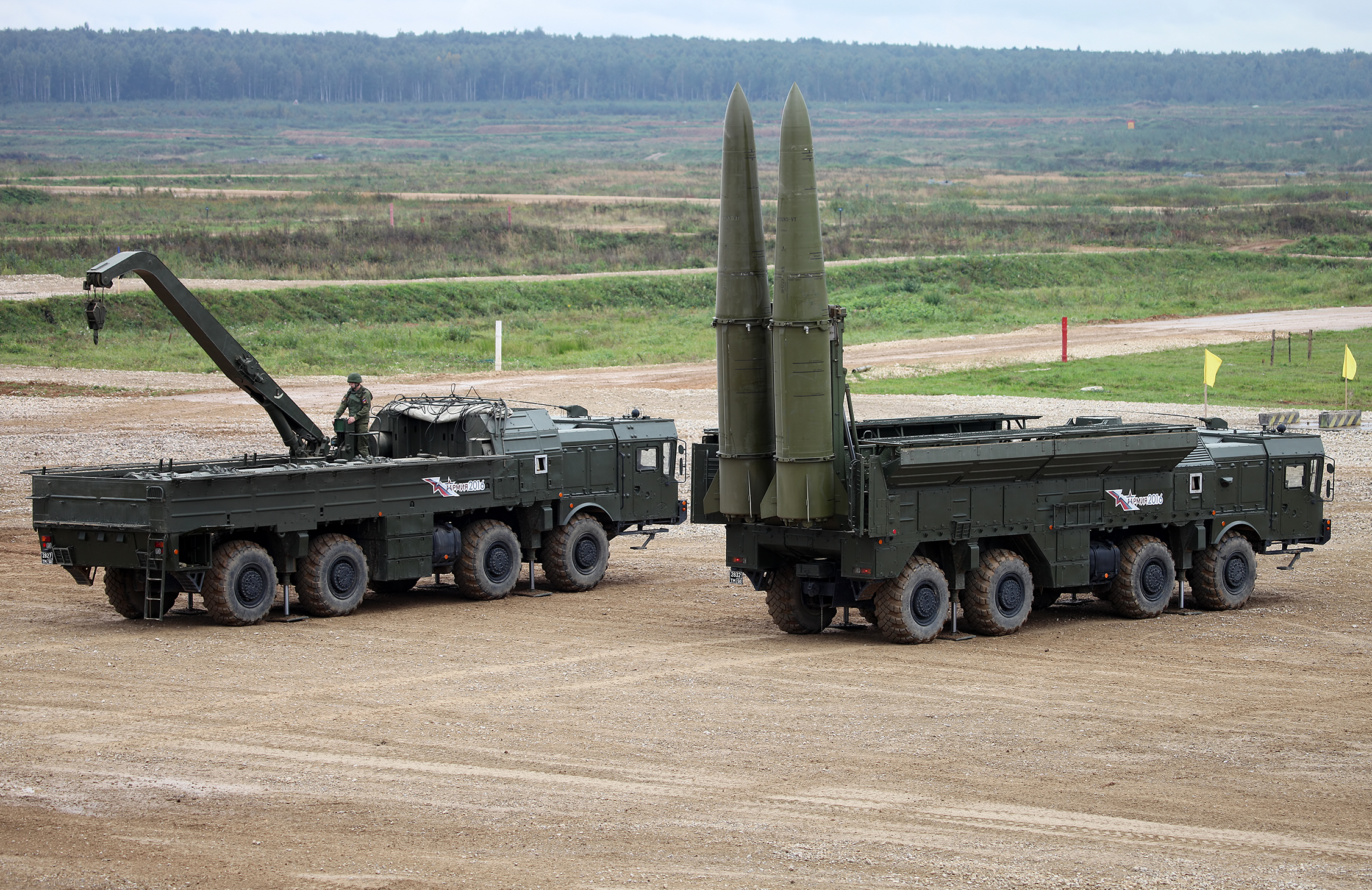
Tracteur-érecteur-lanceur avec 2 missiles déployés et son véhicule tandem d'approvisionnement avec grue.

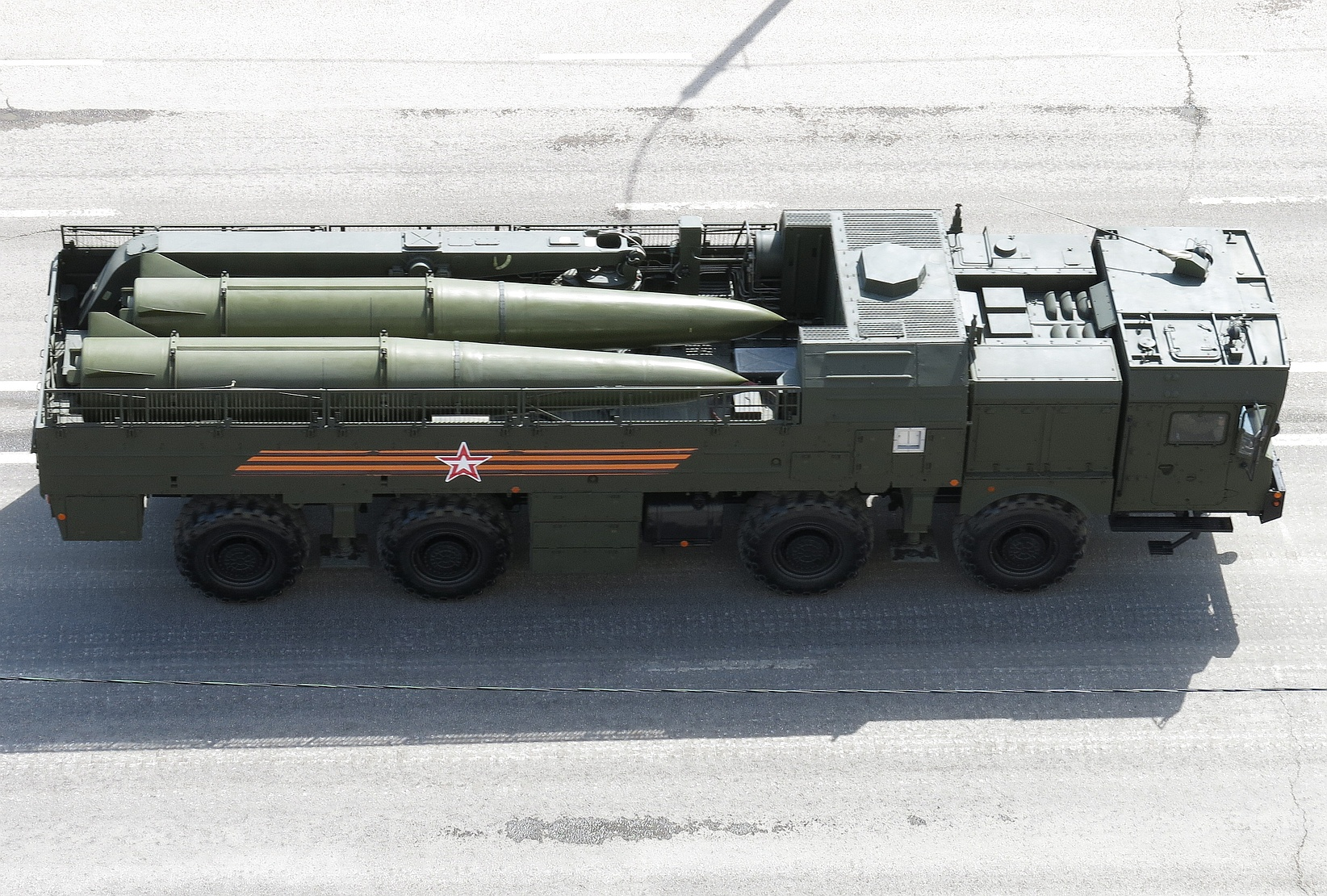
Tandem d’approvisionnement avec grue et deux missiles en réserve.

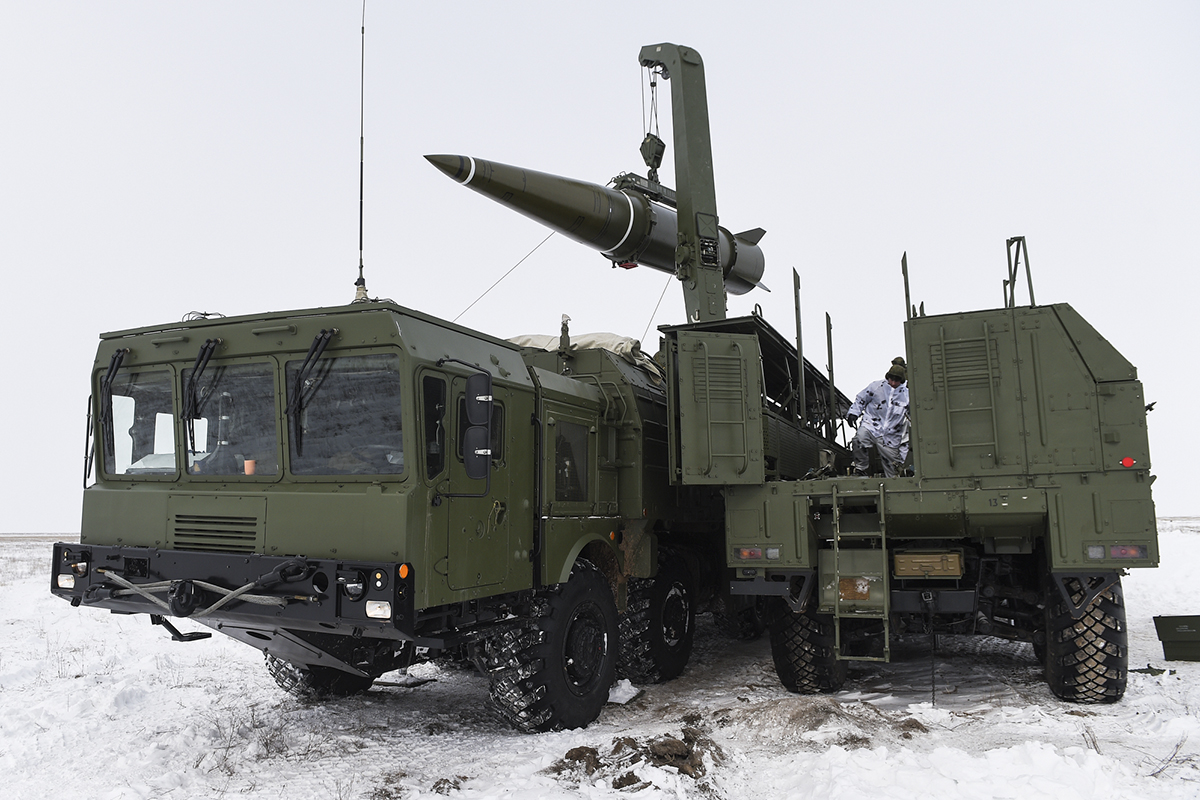
Rechargement par grue par véhicule tandem d'approvisionnement.

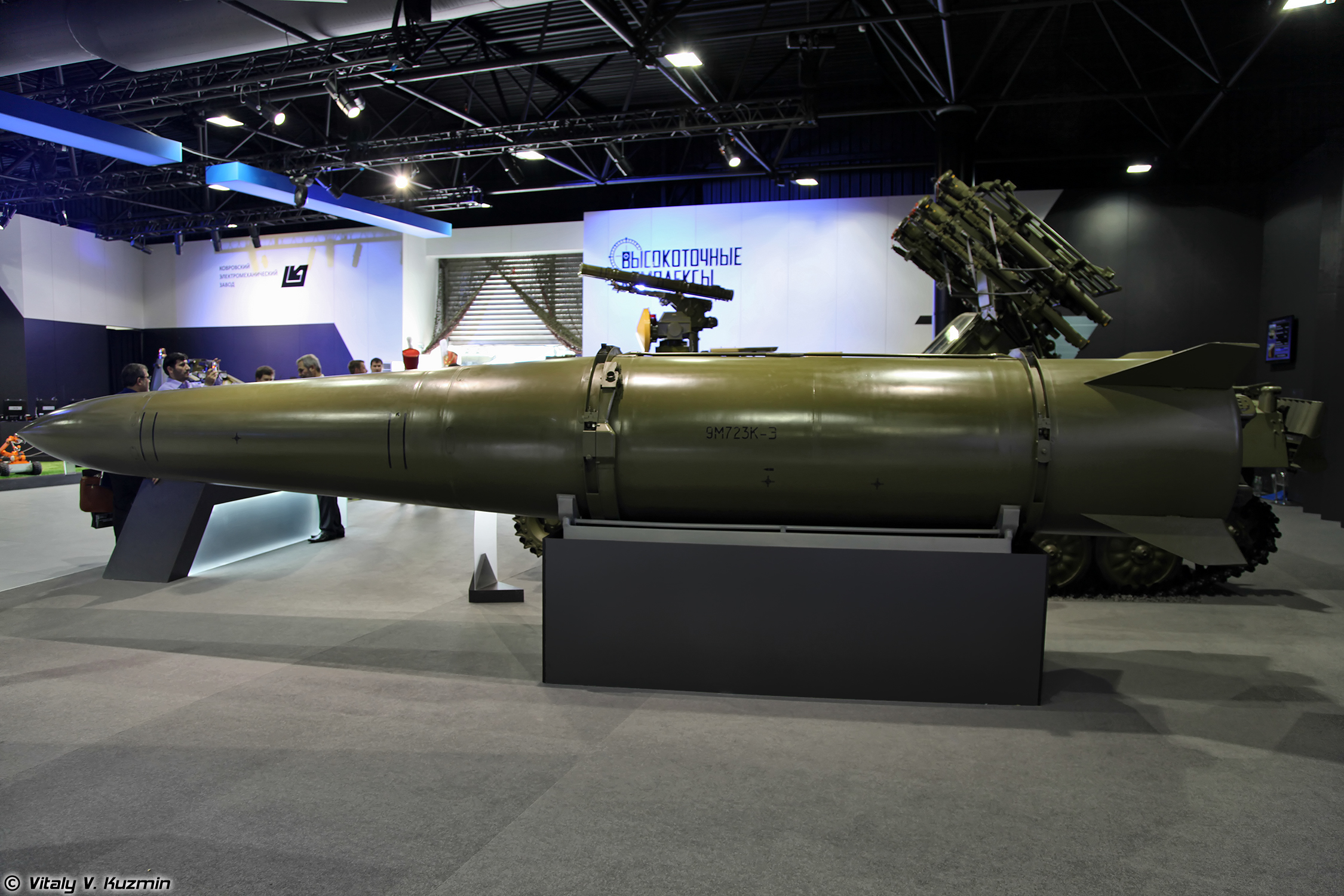
Iskander en exposition.

Le 9K720 Iskander (code OTAN : SS-26 Stone) est un système russe de missile balistique à courte portée ou moyenne portée de nouvelle génération. Il peut également être utilisé comme missile balistique tactique nucléaire selon les besoins du champ de bataille.

## Développement
Le Iskander était la deuxième tentative russe de remplacer le missile balistique Scud qui avait été développé dans les années 1950-60. La première tentative, l'OTR-23 Oka, a été annulée en vertu du traité FNI. Les travaux de conception d'Iskander ont commencé en décembre 1988, initialement dirigés par le concepteur d'armes à fusée de KBM, Sergey Nepobedimy, et n'ont pas été affectés de manière significative par la dissolution de l'URSS en 1991.
Le premier lancement a eu lieu en 1996.

## Généralités
Le système se compose de plusieurs véhicules assurant l'approvisionnement et le contrôle du véhicule de lancement. Celui-ci a la particularité de transporter non pas un seul missile comme le Scud, mais deux à la fois.

## Histoire militaire

### Premières utilisations
Le premier tir d’essai d’un Iskander a lieu en octobre 1995.
L'Arménie en tire durant la guerre de 2020 au Haut-Karabagh, un tir au moins de source ouverte, mais selon le Premier ministre de ce pays, ils se révèlent inefficaces. Un tir vers la région de Bakou est intercepté par un missile israélien Barak 8 (en).
Les autorités russes contestent l'inefficacité du matériel et déclarent que les forces russes ont utilisé en Syrie avec succès la version exportée dans ce pays. L'une des deux cibles montrées lors d'une vidéo par les autorités russes est un hôpital de la ville d'Azaz, attaqué début 2016.

### Durant l'invasion de l'Ukraine
Le département de la Défense des États-Unis estime qu'une centaine de ces missiles ont été tirés lors du premier jour de l'invasion de l'Ukraine par la Russie, le 24 février 2022. Le 27 février 2022, un conseiller du ministre de l'Intérieur ukrainien déclare que des missiles Iskander ont été tirés sur l'Ukraine depuis la Biélorussie. Le ministère ukrainien de la défense déclare qu'au 25 avril 2022, sur les 1 300 missiles balistiques et de croisière tirés par les forces russes, 62 % sont des Iskander.
Le 27 juin 2023, deux missiles Iskander sont tirés depuis la Russie sur la ville de Kramatorsk, faisant 12 morts civils dans le restaurant Ria Pizza,.
La chaîne de production modernisée du 9M723 Iskander a une capacité de production mensuelle de six missiles. L'application des sanctions visant à compliquer l'acquisition par la Russie de microélectronique occidentale aggrave considérablement ses problèmes de maintien en service, étant donné la forte dépendance à l'égard des puces américaines, taïwanaises et autres technologies occidentales.

## Missile
Répondant aux critères de la furtivité, le 9M723K1 suit une trajectoire tendue, ce qui lui permet d'atteindre son objectif plus rapidement et plus discrètement, mais au prix d'une portée réduite.
Il ne possède qu'un seul étage à poudre.
Il dispose de leurres électromagnétiques GRAU 9B899 (9Б899), chaque missile pouvant en emporter six. Cette technologie est découverte lors de l'invasion de l'Ukraine.

## Cibles
- Systèmes d’artillerie et emplacements de missiles.
- Systèmes de défense antimissile et antiaériens.
- Avions et hélicoptères garés.
- Postes de commandements et nœuds de communications.

## Variantes
- Iskander-M : variante destinée à l'armée russe.
- Iskander-K : variante utilisant des missiles de croisière d'une portée de 2 000 km, dont le missile 9M729 à l'origine de la dénonciation du traité sur les forces nucléaires à portée intermédiaire.
- Iskander-E : variante destinée à l'exportation d'une portée réduite à 280 km soit un missile balistique tactique.

## Opérateurs
- Algérie[16],[17]
- Arménie
- Russie
- Iran, 12 systèmes de Iskander-E en version améliorée sont découverts en 2021, certaines sources affirment que l'achat a été conclu à la fin 2018[réf. nécessaire].
- Syrie, opérés par la Russie dans la base aérienne de Hmeimim[réf. nécessaire].
- Kirghizistan (lors d'exercices)[18]

## Culture populaire
- Dans le jeu vidéo Act of War: Direct Action, alors que la Task Force Talon et la 1re division blindée américaine affrontent le 11e corps russe qui s'est retourné contre le gouvernement, les rebelles tirent à deux reprises, en vain, des missiles indiqués comme étant des Iskander, contre la centrale nucléaire de Kailin, puis s'en servent pour tenter de frapper directement les forces américaines.